# Dolmen de Portelagem i túmuls de Rápido
El dolmen de Portelagem es troba a la freguesia de Vila Chã, al municipi d'Esposende, districte de Braga, a Portugal. Es tracta d'un monument megalític pertanyent a un conjunt de prop de dues desenes d'aquests concentrats a l'altiplà de la freguesia (necròpoli megalítica de l'altiplà de Vila Châ).

## Dolmen de Portelagem
El dolmen de Portelagem és un un tumulus megalític que data de prop del 3000 ae relativament ben conservat i una coberta pètria que cobreix les lloses de la cambra. Aquesta és subrectangular i originàriament estaria formada per 14 o 15 lloses de volum variable. Ara en resten 12 lloses, algunes de fragmentades. De la coberta només queda una llosa de grans proporcions. Fou objecte de prospecció arqueològica a finals del segle XIX per Francisco Martins Sarmento. Entre les troballes, n'hi ha 5 puntes de fletxa de quars i sílex i un vas amb ala carenada i decorat amb mamil·les sobre la cresta. Fou novament excavat per un equip de la Universitat Portucalense, dirigit pel Dr. Eduardo Jorge Lopes da Silva. En aquesta recerca, a més de més puntes de fletxa, aparegueren alguns fragments de ceràmica campaniforme. El material recollit en les intervencions es troba al Museu Municipal d'Esposende. A més de puntes de fletxes i fragments ceràmics, s'hi trobaren ganivets i grans de collaret, entre moles de molí i altres materials de pedra de granit i esquist. Els monuments es troben en vies de classificació per l'IGESPAR.

## Túmuls de Rápido
Els túmuls de Rápido són a la freguesia de Vila Chã, al municipi d'Esposende, districte de Braga, a Portugal. Formen part dels monuments megalítics pertanyents a un conjunt de prop de dues desenes d'aquests que es troben a l'altiplà de Vila Châ. El conjunt de Rápido el formen tres monuments: dos túmuls i un dolmen. Només s'ha excavat el dolmen del Rápido III; els túmuls tenen marques d'haver estat saquejats, doncs n'hi ha forats on sembla haver-hi una cambra funerària. Fou estudiat per un equip de la Universitat Portucalense, dirigit pel Dr. Eduardo Jorge Lopes da Silva. A més a més de puntes de fletxa, s'hi recolliren alguns fragments de ceràmica. El material replegat en les intervencions es troba al Museu Municipal d'Esposende. A més de puntes de fletxes i de fragments ceràmics, hi aparegueren ganivets i grans de collarets. Els monument estan en vies de classificació per l'IGESPAR.
El dolmen III de Rápido es troba en bon estat de conservació i s'integra en un grup de tres túmuls situats a la mateixa zona. D'aquests, és l'únic estudiat fins ara i presenta a l'interior una sèrie de gravats i pintures, representatius de l'art funerari megalític. Pel que fa als temes decoratius, a vegades usuals en aquest tipus de monuments, sabem que algunes lloses contenen gravats (art rupestre) que estan sent estudiats per l'equip que va realitzar-ne els treballs més recents.